# Chiesa di San Giovanni Evangelista (Parma, Castelnovo)
La chiesa di San Giovanni Evangelista, nota anche come pieve di Castelnovo, è un luogo di culto cattolico dalle forme romaniche e neoclassiche, situato in strada Chiesa di Castelnovo 26 a Castelnovo, frazione di Parma, in provincia e diocesi di Parma; è sede di una parrocchia compresa nella zona pastorale della città.

## Storia
Il luogo di culto fu costruito in epoca altomedievale; secondo alcuni storici sarebbe infatti identificabile nella chiesa sancti Iohannis menzionata nell'Ordo Archipresbiterorum Plebium voluto dal vescovo di Parma Sigifredo II nel 1005.
La pieve accrebbe la propria importanza nei secoli successivi; come testimoniato dal Capitulum seu Rotulus Decimarum della diocesi di Parma, nel 1230 erano poste alle sue dipendenze otto cappelle del circondario, che salirono a dieci nella seconda metà del XIV secolo.
Nella seconda metà del XVIII secolo il tempio romanico a tre navate fu profondamente modificato; dopo la costruzione nel 1761 di una nicchia per il fonte battesimale, tra il 1770 e il 1799 furono sopraelevate le pavimentazioni interne, furono intonacate tutte le pareti e furono edificate la sagrestia e un locale di servizio spostando gli altari laterali.
Nel 1927 gli antichi altari laterali in legno furono eliminati e sostituiti con nuovi in marmo.
Il 9 novembre 1983 un forte terremoto danneggiò l'edificio, che due anni dopo fu sottoposto a importanti interventi di restauro e consolidamento strutturale; nel corso dei lavori, che comportarono anche il completo rifacimento delle coperture e l'aggiunta del nuovo altare maggiore, furono rinvenute nella navata destra, al di sotto della quota settecentesca di calpestio, le tracce di un affresco medievale.
Agli inizi del XXI secolo furono effettuati alcuni interventi, che riguardarono nel 2006 la facciata intonacata e nel 2018 le pareti interessate dall'umidità di risalita capillare.

## Descrizione

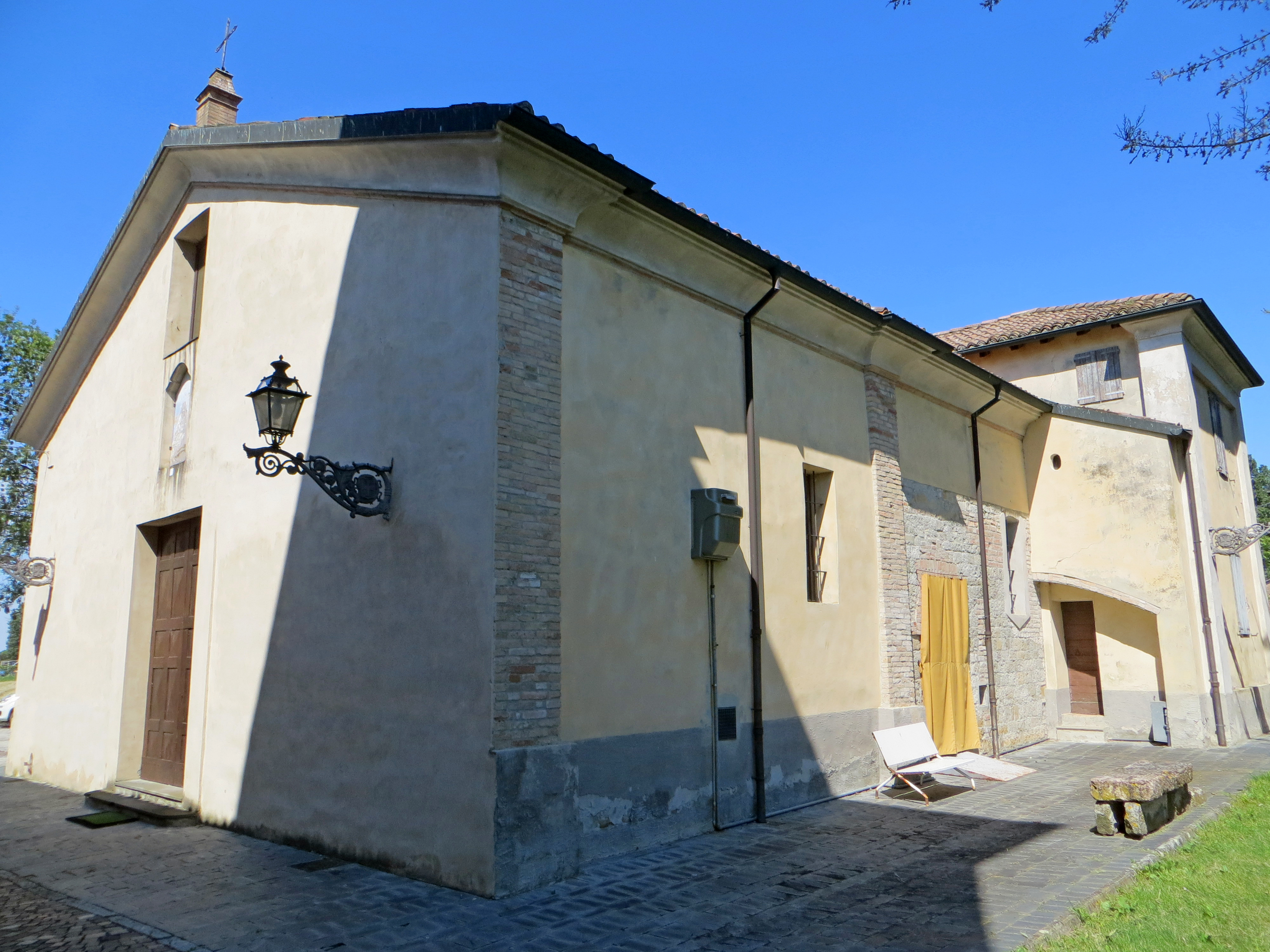
Facciata e lato sud

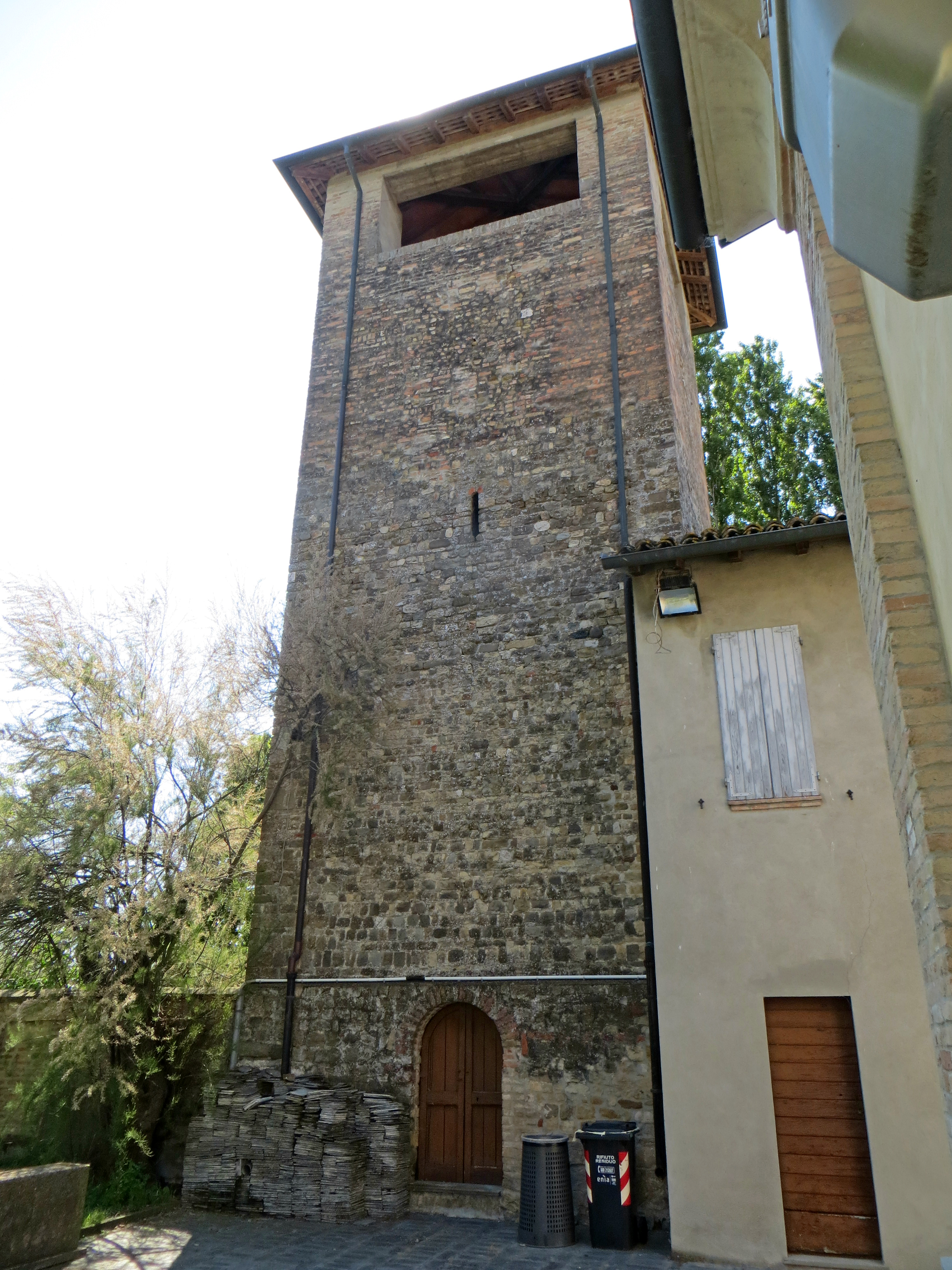
Torre campanaria

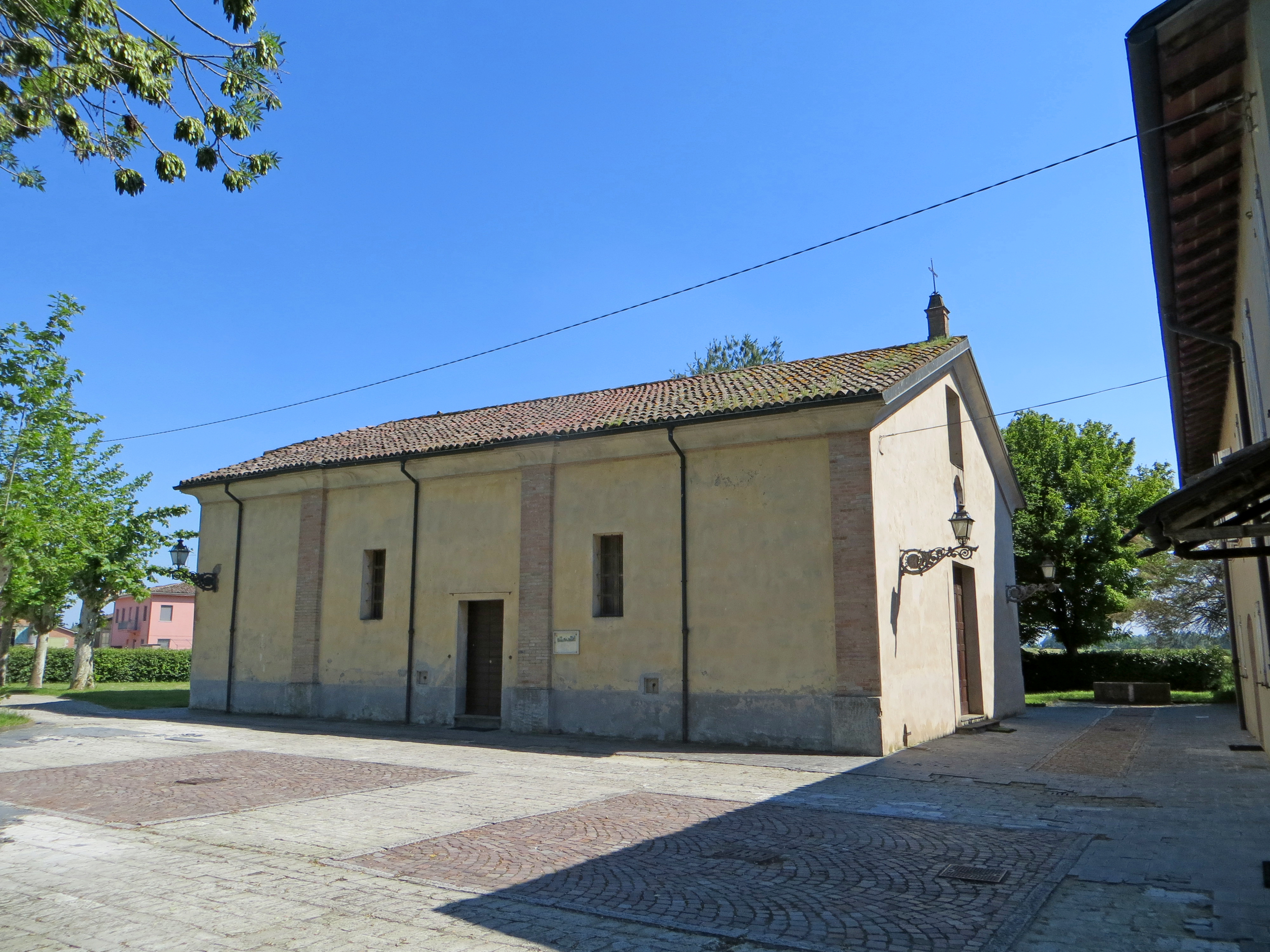
Lato nord

La chiesa si sviluppa su un impianto a tre navate, con ingresso a ovest e presbiterio absidato a est.
La semplice e simmetrica facciata a capanna, interamente intonacata, è caratterizzata dalla presenza dell'ampio portale d'ingresso centrale, privo di cornice, sormontato da una piccola nicchia e da una finestra rettangolare in sommità; a coronamento corre lungo gli spioventi del tetto un cornicione modanato in aggetto.
I fianchi intonacati della chiesa, scanditi da alcune lesene, sono illuminati da aperture rettangolari e coronati da un cornicione modanato; a metà di ciascun lato si apre un portale d'ingresso secondario; al termine del prospetto sud aggetta il volume della sagrestia, in continuità con l'abside semicircolare sul retro.
Di fronte alla facciata si eleva, in adiacenza alla canonica, l'alto e massiccio campanile, realizzato in pietra frammista a mattoni; la torre medievale, illuminata da piccole feritoie, costituisce l'unica testimonianza ancora esistente dell'antica fortificazione eretta a difesa della pieve; l'ampia cella campanaria si affaccia sulle quattro fronti attraverso grandi aperture rettangolari.
All'interno la navata centrale, coperta da un soffitto a capanna a travetti lignei scandito da una serie di arcate a tutto sesto intonacate, è suddivisa dalle laterali attraverso quattro ampi archi a tutto sesto, retti da massicce colonne in laterizio coronate da sottili capitelli dorici; su questi ultimi si ergono, verso la navata centrale, alte semicolonne in pietra, su cui si impostano le arcate di copertura della navata.
Sul fondo della navatella destra, attraverso un vetro sono visibili, al di sotto della quota di calpestio, le tracce di un affresco medievale risalente all'XI o al XII secolo, raffigurante alcuni pesci tra le onde, forse in riferimento al miracolo della pesca miracolosa.
Il presbiterio, lievemente sopraelevato, è preceduto da un alto arco trionfale a tutto sesto, retto da due paraste; l'ambiente, coperto da una volta a crociera decorata con affreschi, è delimitato da quattro lesene a sostegno del cornicione perimetrale; al centro è collocato l'altare maggiore a mensa, costituito da cinque moderne colonne in calcestruzzo su cui poggia una lastra marmorea rovesciata d'epoca romana, riccamente scolpita sul bordo; sul fondo l'abside, coperta dal catino dipinto, è illuminata da due monofore laterali.
La chiesa conserva alcune opere di pregio, tra cui un dipinto settecentesco raffigurante il Crocifisso, l'Addolorata e le sante Maria Maddalena, Agata, Apollonia e Lucia, un ovale ritraente un Santo vescovo, risalente alla prima metà del XVIII secolo, una tela tardo-settecentesca rappresentante un Santo vescovo con putto, un olio del 1800 circa riproducente la Madonna che indica il Santissimo a san Giovanni Evangelista, un'acquasantiera settecentesca in marmo rosso di Verona e un secchiello seicentesco in rame argentato.